# Foreste di betulle e praterie d'altitudine scandinave
Le foreste di betulle e praterie d'altitudine scandinave sono una ecoregione terrestre della ecozona paleartica appartenente al bioma della tundra (codice ecoregione: PA1110) e si sviluppa per circa 243.200 km² lungo la penisola scandinava. Forma, insieme alla tundra della penisola di Kola, la regione denominata taiga e tundra alpina finno-scandinava, inclusa nella lista global 200.
Lo stato di conservazione è considerato vulnerabile.

## Territorio
L'ecoregione si sviluppa per circa 1.700 km lungo le Alpi Scandinave dal confine fra Norvegia e Finlandia al nord, fino alla costa sud della Norvegia che si affaccia sullo Skagerrak con diverse montagne che superano i 2.500 m s.l.m.. Nonostante i rilievi non siano particolarmente elevati, a causa della latitudine e dell'umidità provocata dalle correnti dell'alto Atlantico, la catena è caratterizzata dalla presenza di numerosi ghiacciai, anche a quote non particolarmente elevate, fra cui il Jostedalsbreen, il ghiacciaio più grande d'Europa. 

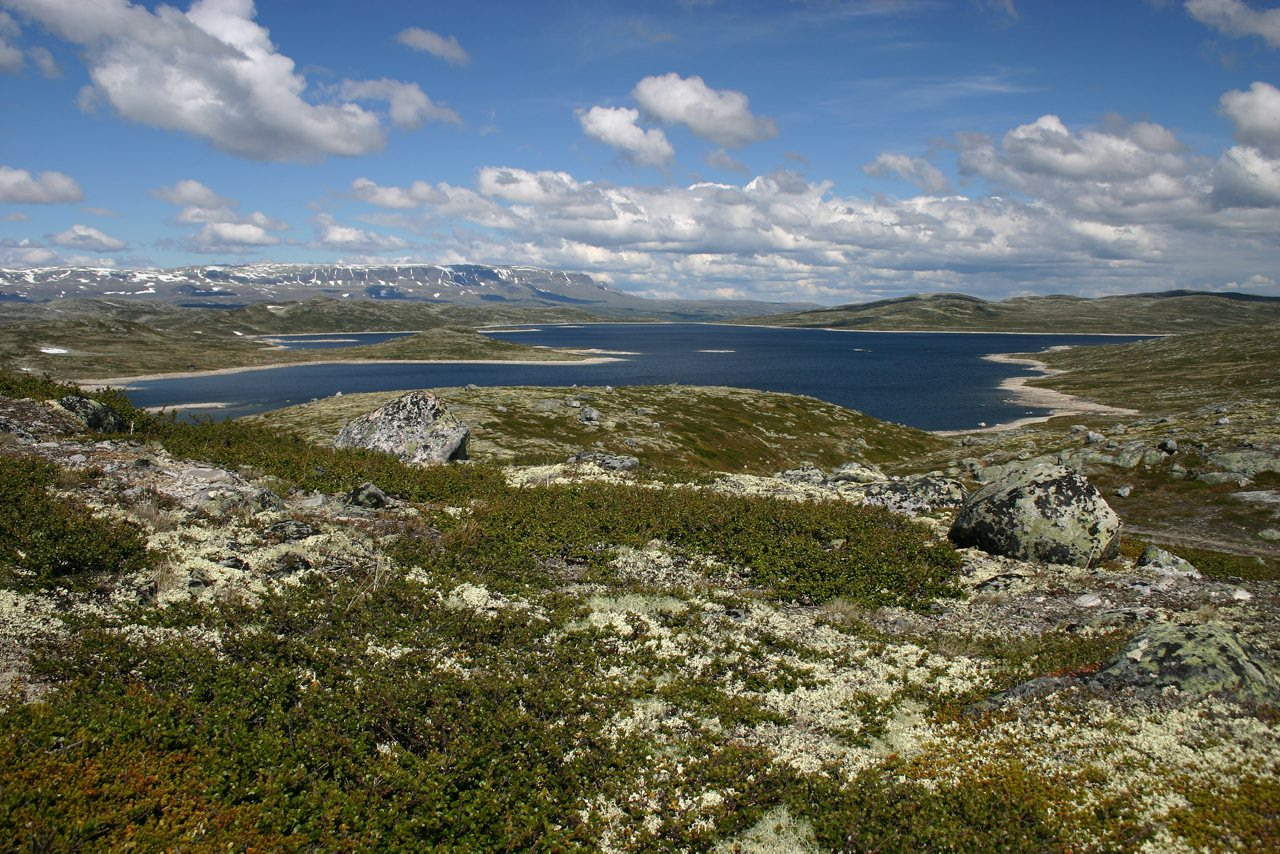
Hardangervidda, il più esteso altopiano dell'Europa settentrionale, Norvegia meridionale

Il territorio è segnato dalla presenza di numerose morene, esker e laghi alpini, residuo del ritiro dei grandi ghiacciai avvenuto migliaia di anni fa.

## Flora
La fascia altitudinale compresa tra il limite superiore delle foreste di conifere (principalmente abete rosso e pino silvestre) e la linea delle nevi perenni è caratterizzata dalla presenza di estese boscaglie di betulla artica (Betula pubescens subsp. czerepanovii), spesso chiamata «betulla delle montagne», che si spinge fino a quote di 900-1.100 m a nord e oltre i 1.200 m nel sud della Norvegia e della Svezia. Nelle zone più elevate, la betulla cede progressivamente il passo a praterie d'altitudine e brughiere alpine dominate da arbusti nani come il salice erbaceo (Salix herbacea), l'azalea alpina (Loiseleuria procumbens), l'erica carnicina (Phyllodoce caerulea) e varie specie di mirtillo (Vaccinium myrtillus, V. uliginosum), accompagnate da licheni e muschi. Sui suoli più acidi e umidi prosperano inoltre carex, giunchi (Juncus) e piante tipiche delle torbiere. La vegetazione è fortemente influenzata dalla severità del clima, dalla copertura nevosa prolungata e dal breve periodo vegetativo estivo.

## Fauna
L'ecoregione ospita una ricca fauna adattata al clima freddo e ai paesaggi aperti delle brughiere e dei pascoli alpini. Tra i mammiferi più caratteristici figurano la renna (Rangifer tarandus), il bue muschiato (Ovibos moschatus, reintrodotto in alcune aree), la volpe artica (Vulpes lagopus), la lince eurasiatica (Lynx lynx) e il ghiottone (Gulo gulo). Numerose sono anche le specie di piccoli roditori come la lemming norvegese (Lemmus lemmus) e la arvicola delle nevi (Microtus oeconomus), importanti prede per i predatori. Fra gli uccelli spiccano il gallo forcello (Lyrurus tetrix), il gallo cedrone (Tetrao urogallus), la pernice bianca (Lagopus lagopus), l'aquila reale (Aquila chrysaetos) e il falco pellegrino (Falco peregrinus). L'ecoregione costituisce un'area di nidificazione e di sosta per molte specie di uccelli migratori artici. Nelle acque dei torrenti e dei laghi alpini vivono trote (Salmo trutta) e salmerini (Salvelinus alpinus).

## Popolazione
Le aree comprese nell'ecoregione delle foreste di betulle e praterie d'altitudine scandinave sono tra le meno densamente popolate d'Europa. I centri abitati sono rari e di piccole dimensioni, situati per lo più lungo le valli principali o presso le coste. La popolazione residente è costituita principalmente da comunità norvegesi e svedesi, cui si aggiungono i Sami (o Lapponi), popolo indigeno che tradizionalmente pratica la pastorizia delle renne, la pesca e la caccia. La cultura sami, fortemente legata alla stagionalità dei pascoli e agli spostamenti delle mandrie di renne, rappresenta un elemento chiave per la gestione del territorio e la conservazione delle pratiche tradizionali. Durante l'estate alcune aree alpine vengono temporaneamente popolate da pastori, escursionisti e turisti, ma gran parte del territorio rimane scarsamente abitato per tutto l'anno a causa delle condizioni climatiche severe e della limitata accessibilità.

## Conservazione
L'ecoregione è considerata vulnerabile a causa di varie minacce, fra cui il pascolo eccessivo delle renne domestiche, la frammentazione degli habitat dovuta a infrastrutture (strade, impianti sciistici e dighe), il cambiamento climatico che porta alla riduzione delle aree glaciali e allo spostamento verso l'alto delle fasce vegetazionali, e l'introduzione di specie alloctone. Tuttavia, vaste aree delle Alpi Scandinave sono oggi protette da parchi nazionali e riserve naturali, tra cui il Parco nazionale di Jotunheimen, il Parco nazionale di Sarek, il Parco nazionale di Abisko e altri, che salvaguardano gli ambienti di alta quota e favoriscono la conservazione di numerose specie rare e minacciate. Le politiche di conservazione puntano a garantire la gestione sostenibile del pascolo, la tutela della biodiversità e la conservazione dei paesaggi naturali tradizionali, anche in collaborazione con le comunità Sami, storicamente legate alla pastorizia delle renne.